# 陕西五洲足球俱乐部
广东日之泉足球俱乐部，是一家已解散的职业足球俱乐部，俱乐部成立于2007年，在2008年中国足球乙级联賽中获得亚军，晋级甲级联赛。2014年11月，陕西卫视偕同多家地方企业，通过股权收购方式购买俱乐部，球队从广州迁至西安，并更名为陕西五洲足球俱乐部。但由于球队欠薪，最终被中国足协禁止参加中国足球联赛而解散。

## 历史

### 广东日之泉
广东日之泉俱乐部于2007年2月5日成立，以原广东省青年足球队为班底，于同年开始征战中乙联赛。组队的另一重要目标是为了征战中华人民共和国第十一届全运会，广东省足球协会希望该队通过参加联赛，达到锻炼队伍、积累经验、提高水平的目的。球队在2008年中国足球乙级联賽获得南区冠军，并且在12月全国决赛的半决赛以总分4比1击败天津火车头，成功升入中国足球甲级联赛。
2011赛季，广东日之泉主场2-3不敌沈阳东进，排名第三，错失晋级中国足球超级联赛的机会；赛季结束后球队中场核心卢琳转会中超广州富力。在2012赛季，球队数次更换主教练，战绩平平，排名跌至第十；多名主力球员也纷纷转会他投，其中头号球星尹鸿博转会中甲河南建业，史亮转会中超贵州人和，谭宾凉转会瑞典足球甲级联赛。2013赛季，前国奥队球员张军出任主教练，球队重整旗鼓，一直保持前4名的成绩；赛程后期，竞争对手哈尔滨毅腾失误，日之泉排位上升到第二，眼看晋级在望；在最后一轮比赛中，未能利用主场优势以0-1败给了重庆FC，再次失去了晋级中超联赛的机会。
2014年11月21日，广东日之泉官方微博宣布，俱乐部将正式转让至陕西；11月28日，广东省体育局正式批准广东日之泉足球俱乐部西迁的申请。

### 陕西五洲
中甲2014赛季结束后，陕西卫视偕同五洲集团、西安中超体育公司等陕西地方企业，和广东方面反复交涉后，通过股权转让方式，收购原广东日之泉足球俱乐部。2014年12月14日，对外召开新闻发布会宣布，成立新的足球俱乐部，命名为“陕西五洲足球俱乐部”。不过由于原广东日之泉队欠薪，球员拒绝在工资清单上签名，球队未能在中国足协规定的时间内交齐相关材料，导致球队无法注册。 2015年1月31日，中国足协公布2015赛季中甲的参赛俱乐部名单，2014赛季降级的延边长白山取代陕西五洲征战中甲。

## 主场
广东日之泉主场为广东省人民体育场，驻地原本位于广州市白云区广东省体委竹料体育训练基地，於2012年3月12日迁往广州市天河区黄村广东奥林匹克体育中心训练基地。球會亦曾經以南海体育场及佛山世纪莲体育场作為於中國足球乙級聯賽競逐時的主场。

## 著名球员
| - 陈肇麒 - 梁振邦 - 卢琳 |

## 历任主教练
| # | 姓名              | 任期                         | 场次 | 胜 | 和 | 负 | 入球 | 失球 | 球差 | 得胜率% | 任期荣誉           |
| - | ----------------- | ---------------------------- | ---- | -- | -- | -- | ---- | ---- | ---- | ------- | ------------------ |
| 1 | 曹阳              | 2007年1月-2012年1月5日       | 103  | 41 | 24 | 38 | 0    | 0    | +0   | 39.81   | 2011年中甲联赛季军 |
| 2 | 德拉甘·可可托维奇 | 2012年1月5日-2012年3月27日   | 2    | 1  | 0  | 1  | 2    | 2    | +0   | 50.00   |                    |
| - | 曹阳(兼任)        | 2012年3月27日-2012年7月30日  | 17   | 5  | 4  | 8  | 0    | 0    | +0   | 29.41   |                    |
| 3 | 荷西·列卡度·兰保  | 2012年7月30日-2012年9月30日  | 4    | 1  | 0  | 3  | 0    | 0    | +0   | 25.00   |                    |
| 4 | 曹阳              | 2012年9月30日-2012年10月28日 | 7    | 3  | 4  | 0  | 0    | 0    | +0   | 42.86   |                    |
| 5 | 张军              | 2013年1月4日-2013年12月      | 30   | 17 | 6  | 7  | 51   | 29   | +22  | 56.67   | 2013年中甲联赛季军 |
| 6 | 胡里奥            | 2014年1月2日-2014年4月20日   | 6    | 0  | 4  | 2  | 0    | 0    | +0   | 00.00   |                    |
| - | 冯峰（代理）      | 2014年4月20日-2014年5月4日   | 3    | 0  | 1  | 2  | 0    | 0    | +0   | 00.00   |                    |
| 7 | 麦超              | 2014年5月4日-2014年11月1日   | 21   | 6  | 7  | 8  | 0    | 0    | +0   | 28.57   |                    |

## 荣誉

### 俱乐部荣誉
- 2008年中国足球乙级联賽南区冠军
- 2008年中国足球乙级联賽亚军
- 2009年全國運动會足球賽亚军
- 2010年省港盃足球賽冠军
- 2011年省港盃足球賽冠军

### 历届联赛排名
| 赛季 | 2007 | 2008 | 2009 | 2010 | 2011 | 2012 | 2013 | 2014 |
| ---- | ---- | ---- | ---- | ---- | ---- | ---- | ---- | ---- |
| 级别 | 3    | 3    | 2    | 2    | 2    | 2    | 2    | 2    |
| 排名 | 71   | 2    | 5    | 11   | 3    | 10   | 3    | 13   |

- ^  注解1： 南区第7，未能进入全国决赛
- ^  注解2： 南区冠军，全国决赛亚军

## 外部連結
- 陕西五洲足球俱乐部的新浪微博